# ザファール作戦
ザファール作戦（ザファールさくせん）は、イラン・イラク戦争中、イラン軍による1985年夏季から秋季にかけての一連の短打撃的小・中規模攻勢作戦である。本稿では同時期に行われた他作戦もあわせて記述する。

## 概要
ヴァル・ファジュル作戦以降、10万人単位での攻勢作戦を実施困難な状況にあったイラン軍は、次期攻勢作戦に備えて戦力を温存しておくべきところではあったが、聖職者による説教を受けた兵士達は攻勢に出なければ士気を維持することが困難であった。また、ヴァル・ファジュル作戦でも主目的であった、イラク軍に消耗を強いるという側面も重視され小規模ながらも攻撃に打って出ることとなった。もはや自家中毒を罹っているといってよい状態であったが、損耗を抑えるため少しずつ戦果を得る方式にでた。

## 作戦
都合、10回に渡って戦闘が行われた。

### ザファール第1号作戦
6月5日夜、イラン軍は軽歩兵のみの旅団規模（5,000人）部隊を南部戦線北端にて展開、攻撃を開始。翌6月6日0130時、周辺の湿地帯イラク領内14kmまで進出、戦闘後に帰還する。

### ザファール第2号作戦
6月7日0815時、砲兵支援のもと南部戦線のアルバンド川を渡河しシハン・アルバハルのイラク軍陣地を攻撃。イラク軍に死傷者500人、火器100、車両300台、監視所や塹壕及び弾薬集積所など214箇所以上を破壊。ファオ街道に5時間に亘る砲撃を与え交通を遮断する。

### ザファール第3号作戦
6月8日、中部戦線のチャングレとナフテ・シャーで攻撃を開始。小規模な戦闘でイラク軍に数十名の死傷者といくつかの陣地に打撃を与える。

### クドゥス第3号作戦
6月14日夜、南部戦線のチグリス川東岸ハウイザ湿原にて3〜4個師団による攻撃を開始。イラク軍防御線を突破しバスラ街道東6kmまで進出。6月17日も同湿原で戦闘、その後北部へ進撃するも帰還する。

### ザファール第4号作戦
6月19日夜、中部戦線のカスレ・シリンで攻撃を開始。イラク軍第423旅団隷下の1個大隊に死傷者250人を超える損害を与えた。

### マジヌーン島の戦い
6月21日早朝から6月22日、南部戦線のマジヌーン島南部2箇所にて攻撃を開始。イラク軍陣地を突破し、死傷者170人を超える損害を与える。イラン軍は200人が戦死。

### クドゥス第4号作戦
6月25日夜、南部戦線のフル・アル・アジムで攻撃を開始。イラク軍特別第68旅団に大打撃を与え100人以上は戦死し、旅団長以下12名を捕虜にし、更にイラク領内に陣地構築する。

### ヤー・イマーム・ジャファレ・サデク作戦
7月10日2230時、マイサーン県アマーラ近郊10kmに進出し、イラク軍第805旅団の2線からなる主防御線を突破、850人の死傷者を与える。7月12日午前、イラク軍は反撃を開始し、イラン軍先鋒の軽歩兵部隊を撃滅粉砕、数百人の死傷者を与える。

### イラク軍反撃
8月10日、戦車と砲兵の支援を受けたイラク軍歩兵部隊はチグリス川東岸のイラン軍陣地に対し、奇襲攻撃を敢行しこれに成功、大打撃を与える。

### アーシューラー作戦
8月14日夜、北部及び中部戦線で攻撃を開始。作戦は10月まで断続的に続いた。

## 戦闘の特徴
イラン軍は、軽歩兵による正面突撃や浸透突破を図るがイラク軍による優勢な火力攻撃によりほとんどの攻撃は頓挫した。

## その後
イラン軍は当初の見積もり程度の損害をイラク軍に与えるが、イラン軍の損害もそれに劣らず人的消耗が累積する結果となった。